# Câmara Municipal de Vila do Corvo

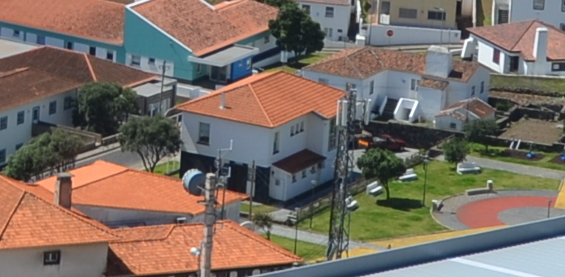
Edifício da Câmara Municipal de Vila do Corvo visto de longe.

A Câmara Municipal de Vila do Corvo é uma edilidade açoriana e que exerce a sua autoridade sobre toda a ilha do Corvo, a ilha mais pequena do arquipélago dos Açores, desde 1832 data em que a povoação existente na Ilha do Corvo, denominada Nossa Senhora dos Milagres é elevada à categoria de vila e dotada por uma Câmara Municipal independente. Nesta mesma data a povoação passa a denominar-se Vila do Corvo.
Ao longo da história esta edilidade teve as suas atribulações, como aconteceu em 1895, data em que por força do Decreto datado de 18 de novembro de 1895 foi extinto o Concelho do Corvo. Em 1898, e novamente por força de Decreto, desta feita, datado de 13 de janeiro 1898 foi novamente restabelecido.

## Heráldica
Esta Câmara Municipal tem como Brasão de Armas, de cor prata, com um corvo marinho em negro a segurar um peixe de cor vermelha no bico. O Corvo encontra-se pousado sobre um monte de verde, saínte de um ondado de cor prata e verde. Apresenta três peças: Em chefe um açor de cor negra que se encontra realçado a ouro e a segurar uma quina de Portugal nas garras.
O Selo desta edilidade apresenta em formato redondo em que as peças do escudo estão soltas e sem indicação dos esmaltes. À volta tem, entre círculos concêntricos, a legenda "Câmara Municipal do Corvo".
A Bandeira apresenta-se esquartelada de cor branca e de negra, tendo ao centro o escudo das armas encimado por coroa mural de cor prata de quatro torres e por baixo listel de prata com os dizeres "Corvo" em letras de cor negra.

## Lista de presidentes da Câmara
- Joaquim Pedro Coelho — 1833
- Rafael Coelho — 1833
- Filipe José de Avelar — 1834
- Manuel Coelho de Fraga — 1835
- Joaquim Pedro Coelho — 1836
- Inácio Marcelino — 1865 — 1869
- Manuel Lourenço Jorge — 1870 — 1875
- António José de Fraga — 1876 — 1877
- Manuel do Nascimento — 1878
- Inácio Pedro Coelho — 1878 — 1879
- Manuel do Nascimento — 1880 — 1881
- João Jacinto de Fraga — 1882
- Manuel Tomás Eugénio — 1883
- Manuel José Furtado — 1884 — 1885
- Manuel Coelho Mendes — 1886
- Manuel Inácio de Mendonça — 1887
- João Lourenço Alves — 1888
- João Valadão do Rosário — 1889
- Manuel lourenço Jorge — 1890
- Manuel de Fraga Estácio Greves — 1891 — 1895
- Por Decreto de 18/11/1895 foi extinto o Concelho do Corvo.
- Por Decreto de 13/01/1898 foi restabelecido.
- Camilo Inácio de Avelar — 1898
- Manuel Pereira Zerbone — 1899 — 1901
- Raulino José Lourenço — 1902 — 1908
- Camilo Inácio de Avelar — 1909 — 1910
- Manuel Pedro Nunes — 1910 — 1911
- Fernando da Costa — 1911 — 1913
- Joaquim Pedro Nunes — 1914
- Joaquim Lourenço de Freitas — 1915 — 1917
- Manuel Joaquim Vicente — 1918 — 1922
- João lourenço Alves — 1923 — 1926
- Manuel Lourenço Alves — 1927
- Pedro Penedo da Rocha — 1928 — 1934
- José Mendonça de Inês — 1935 — 1938
- Manuel José de Avelar — 1938 — 1953
- David Santos — 1953 — 1965
- Alfredo Lopes — 1965 — 1974
- Óscar Patrício da Rocha — 1974 — 1976
- Lino Luís de Freitas Fraga — 1977 — 1980
- Luís de Fraga Jorge — 1980 — 1982
- José Vinício de Fraga — 1983 — 1989
- João David Cardigos dos Reis — 1990 — 1993
- Manuel das Pedras Rita — 1994 — 2001
- João Maria Fraga Greves — 2001 - 2005